# Augustine Chacon
Augustine Chacon (Sonora, 1861 – Solomon vagy Arizona, 1902. november 21.), becenevén El Peludo, mexikói betyár. Az  USA-Mexikó határon tevékenykedett a 19. század végén és a 20. század elején. Az egyszerű emberek inkább Robin Hood-nak tartották, mint tipikus bűnözőnek. Rendkívül veszélyesnek mondták, mintegy 30 embert megölt, mielőtt Burton C. Mossman elfogta és 1902-ben felakasztották.

## Élete

### A kezdetek
Chacon 1861-ben született az északnyugati mexikói Sonorában, amely akkor ritkán lakott pusztaság volt. 1888-ban vagy 1889-ben Chacon az arizonai Morenci-ba költözött, ahol cowboy lett. 1890-ben azonban munkáltatójával, egy Ben Ollney nevű tanyásszal összevesztek három havi béren, mivel valami oknál fogva a férfi nem volt hajlandó kifizetni az összeget. A heves szóváltás után Chacon otthagyta, majd Safford felé indult. Miután egész éjszaka egy kocsmában ivott, másnap reggel felfegyverezte magát, hogy megszerezze a pénzét. Ollney továbbra sem akart fizetni. Megpróbálta elővenni pisztolyát, de Chacon gyorsabb volt, és agyonlőtte. Öt cowboy rohant a helyszínre, de Chacon ellenállt, és mindbe golyót eresztett.